# 4 juni
Den här artikeln handlar om datumet 4 juni. För studentprotesterna och massakern som ofta kallas för "fjärde juni-incidenten", se massakern på himmelska fridens torg.
4 juni är den 155:e dagen på året i den gregorianska kalendern (156:e under skottår). Det återstår 210 dagar av året. Sedan år 1989 har datumet varit allmänt känt för massakern på himmelska fridens torg som inträffade och namngavs efter det. I den mån händelsen omtalas i Kina kallas den i folkmun "sex-fyra", med innebörden 4 juni. 4 juni är en betraktad dag med utbredd uppmärksamhet i Kina på grund av händelsen. Efter västerländsk kultur har händelsen inte lika stort genomslag men uppmärksammas åtminstone. Massiva grupper folk samlas och håller minneshögtider för de människor som omkom, i Kina varje år denna dag. 
Så kallad Järnnatt (beteckning på frostnatt i början av juni - försommaren/försommardagar) kan infalla 4 juni.

## Återkommande bemärkelsedagar

### Nationaldagar
- Tongas nationaldag (till minne av självständigheten från Storbritannien 1970)

### Flaggdagar
- Finland: Försvarets fanfest (till minne av marskalk Gustaf Mannerheims födelse 1867)

### Övrigt
- Internationella dagen för barn som blivit offer för aggression.[1][2][3]

## Namnsdagar

### I den svenska almanackan
- Nuvarande – Solbritt och Solveig
- Föregående i bokstavsordning
  - Helfrid – Namnet infördes på dagens datum 1986, men flyttades 1993 till 14 oktober och utgick 2001.
  - Helfrida – Namnet infördes på dagens datum 1986, men utgick 1993.
  - Holmfrid – Namnet infördes på dagens datum 1901, men utgick 1993. 2001 återinfördes det, men då på 30 mars.
  - Optatus – Namnet fanns, till minne av Patricius Optatus en nordafrikansk biskop och helgon från 300-talet, på dagens datum fram till 1901, då det utgick.
  - Solbritt – Namnet infördes 1986 på 15 september, men flyttades 1993 till dagens datum, där det har funnits sedan dess.
  - Solveig – Namnet infördes 1986 på 1 september, men flyttades 1993 till dagens datum, där det har funnits sedan dess.
- Föregående i kronologisk ordning
  - Före 1901 – Optatus
  - 1901–1985 – Holmfrid
  - 1986–1992 – Holmfrid, Helfrid och Helfrida
  - 1993–2000 – Solbritt och Solveig
  - Från 2001 – Solbritt och Solveig
- Källor
  - Brylla, Eva (red.): Namnlängdsboken, Norstedts ordbok, Stockholm, 2000. ISBN 91-7227-204-X
  - af Klintberg, Bengt: Namnen i almanackan, Norstedts ordbok, Stockholm, 2001. ISBN 91-7227-292-9

### Finlandssvenska almanackan
- Nuvarande från 1929[4] – Selim
- I föregående revideringar[a][5]
  - inga ändringar sedan 1929

## Händelser
- 1039 – Henry III blir kung över Tysk-romerska riket.
- 1134 – Tronpretendenten Erik Emune besegrar den danske kungen Nils i slaget vid Foteviken i sydvästra Skåne. Slaget avslutar det danska inbördeskrig, som har rasat sedan kung Nils son Magnus (tidigare tronpredentent i Västergötland) har mördat Erik Emunes halvbror hertig Knut Lavard 1131 (på grund av att han har känt sin ställning hotad av Knut och Erik, som är missnöjda över att inte själva ha fått ta över den danska tronen efter sin far Erik Ejegods död 1103 – istället togs tronen över av dennes bror Nils). Detta blir det första slag i Nordens historia, där rytteri används i större utsträckning, men trots att Nils blir besegrad och hans son Magnus stupar är han fortfarande kung av Danmark. Därför blir han tre veckor senare mördad i Schleswig av Erik Emune, som den 25 juni utropar sig till ny kung.
- 1745 – En preussisk här på 58 500 man, ledd av kung Fredrik II, besegrar en jämnstark österrikisk-sachsisk armé (58 700 man), ledd av ärkehertig Karl Alexander av Lorraine, i slaget vid Hohenfriedberg. Slaget blir en avgörande seger för preussarna under det österrikiska tronföljdskriget och kungen får efter detta snart epitetet Fredrik den store.
- 1783 – De franska uppfinnarbröderna Joseph och Étienne Montgolfier genomför världens första uppstigning med en varmluftsballong inför publik i Annonay i sydöstra Frankrike (redan 14 december året före har de lyckats få en ballong att stiga till 250 meters höjd och vid experiment under våren har det lyckats med ännu högre höjder; detta är alltså den första uppstigningen inför publik). Denna dag lyckas de få ballongen att stiga uppåt 2 kilometer och efter 10 minuters flygning landar ballongen 2 kilometer från startplatsen. Nästa experiment genomförs den 19 september, då de lyckas skicka upp en ballong med levande varelser ombord.
- 1805 – Den första Trooping the Colour-ceremonin (den brittiska monarkens officiella födelsedagsfirande) äger rum i London.
- 1849 – Det första av tre liberala reformmöten i Örebro öppnas i Societetssalongen, under ledning av godsägaren och skriftställaren Carl Henrik Anckarsvärd (de övriga hålls 1850 och 1853). Mötena genomförs av frisinnade och liberala högreståndspersoner och har som syfte att reformera den svenska rösträtten och utformningen av riksdagen. Mötet tillkommer sedan kung Oscar I har lagt fram ett förslag om införande av tvåkammarriksdag, då många av deltagarna hellre vill ha ett enkammarsystem.
- 1859 – En fransk-sardinsk styrka på 59 100 man, ledd av den franske kejsaren Napoleon III och den sardinske kungen Viktor Emanuel II, besegrar en mer än dubbelt så stor österrikisk här (125 000 man), ledd av fältmarskalk Ferencz József Gyulay, i slaget vid Magenta i Lombardiet (nuvarande norra Italien). Den fransk-sardinska segern blir avgörande för det andra italienska självständighetskriget och ett viktigt led på vägen mot Italiens enande, som sker två år senare.
- 1907 – De båda skånska sportklubbarna IF Svithiod och Stattena IF slås samman och bildar Helsingborgs IF, som snart får inriktning mot fotboll. Klubben vinner så småningom fem SM-guld för herrar och är det enda svenska lag som under en och samma säsong har vunnit de tre högsta svenska fotbollstitlarna Allsvenskan, Svenska cupen och Supercupen (2011).
- 1913 – Den brittiska militanta kvinnliga rösträttskämpen Emily Davison kastar sig framför kung Georg V:s häst vid Epsomderbyt och blir nedtrampad av hästen, varvid både den och jockeyn Herbert Jones faller till marken. Davison avlider fyra dagar senare av de skador hon ådrar sig vid händelsen och vid hennes begravning den 14 juni bärs hennes kista genom London, eskorterad av 2 000 uniformerade suffragetter och draperad i suffragettrörelsens färger lila, vitt och grönt. Davisons syfte med aktionen är oklart, men det antas att det har varit ett misslyckat försök att fästa en flagga med suffragettrörelsen WSPU:s färger på kungens häst.
- 1916 – Ryssarna inleder den så kallade Brusilovoffensiven (uppkallad efter den ryske befälhavaren Aleksej Brusilov) mot Österrike-Ungern. Offensiven, som pågår till 20 september, leder till en tillfällig rysk framgång på östfronten under första världskriget, då österrikarna drivs tillbaka 10 mil i Ukraina. De ryska förlusterna uppgår efter offensivens genomförande till en miljon man, medan de österrikiska blir nästan två miljoner.
- 1920 – Första världskrigets segermakter sluter fred med Ungern genom att det så kallade Trianonfördraget undertecknas i Versailles utanför Paris (sedan dubbelmonarkin Österrike-Ungern har upplösts 1918 sluts separata freder med de båda riksdelarna och freden med Österrike har undertecknats året före). Freden innebär, att dubbelmonarkin formellt upplöses och att Ungerns gränser efter upplösningen fastställs, varvid landet förlorar 72 % av sin tidigare yta och 62 % av befolkningen.
- 1937 – Världens första kundvagnar införs på Piggly Wiggly-stormarknaden i Oklahoma City. Vagnarna har uppfunnits av affärsägaren Sylvan Goldman, som under året före har funderat på hur kunderna ska kunna få med sig fler varor och då kommit på idén att sätta en varukorg och hjul på en vikbar stol. Eftersom detta har varit inspirationsgrunden kallar till en början vagnarna för ”vikbara korgbärare”.
- 1939 – M/S St. Louis, ett fartyg som transporterar 963 judiska flyktingar, nekas tillstånd att lägga till i Florida i USA, efter att ha lämnat Kuba. Fartyget tvingas återvända till Europa, och fler än 200 av dess passagerare dör senare i nazistiska koncentrationsläger.
- 1940
  - Slaget vid Dunkerque på franska nordkusten, ett viktigt slag under andra världskriget mellan de allierade och Nazityskland, avslutas. Därmed avslutas även Operation Dynamo, genom vilken den brittiska expeditionskåren har evakuerats undan tyskarna  över till Storbritannien, efter åtta dagar. Genom att man har använt alla upptänkliga flytetyg från södra Storbritannien och ett stort antal civila har deltagit i räddningsaktionen har man i princip lyckats rädda hela den brittiska styrkan och även några franska soldater – totalt 338 226 man – och händelsen går till historien under namnet Miraklet vid Dunkerque.
  - Georgij Zjukov utses till armégeneral i Sovjetarmén.
- 1942
  - Japanska styrkor inleder ett anfall mot de amerikanska Midwayöarna i Stilla havet, med syfte att bryta USA:s strategiska makt på havet. Slaget vid Midway, som pågår till 7 juni, blir dock en vändpunkt i Stillahavskriget, då det blir en avgörande amerikansk seger, som leder till att USA övertar initiativet från Japan och inleder det tre år långa besegrandet av de japanska styrkorna.
  - Det australiska fartyget S/S Iron Crown, ett 100 meter långt fraktfartyg, sänks av en japansk ubåt, och 38 av 43 ombordvarande omkommer.[6]
  - Ett japanskt slagskepp av typen "Tosa" bombas och skadas i Stilla havet av USA:s flotta med hjälp av ett stridsskepp. Fartyget har 1 708 människor ombord av vilka 811 omkommer. Övriga räddas av Kejserliga japanska flottan.
- 1944 – I slutet av den sedan 22 januari pågående Operation Shingle (den avslutas dagen därpå) befrias den italienska huvudstaden Rom från tyskarna av de allierade. Även om tyskarna i Italien ännu inte är besegrade blir intagandet av den italienska huvudstaden en viktig symbolisk händelse och då de allierade två dagar senare inleder invasionen av Normandie i norra Frankrike och detta därmed öppnar ”den andra fronten” i Europa får tyskarna svårare att koncentrera reserverna till Italien.
- 1965 – Kulturreservatet Wadköping i Örebro, som är ett friluftsmuseum bestående av gamla hus från 1500- till tidigt 1900-tal, invigs av kung Gustaf VI Adolf, som ett led i öppnandet av stadens 700-årsfirande (man vet inte exakt när Örebro fick sitt stadsprivilegium, men då man förmodar att det var under 1260-talet har man valt år 1965 för att fira 700-årsjubileet). Själva jubileumsutställningen varar i drygt två veckor (till 20 juni), men Wadköping finns som museum än idag (2025). Namnet Wadköping är taget efter författaren Hjalmar Bergmans fiktiva stad med detta namn, eftersom han föddes i Örebro och räknas som en av ”stadens söner”.
- 1970 – Det brittiska protektoratet över Tonga upphör.[7] Kungariket Tonga har stått under brittiskt beskydd sedan protektoratets upprättande 1900, men blir nu istället ett helt självständigt rike (även om det samtidigt blir medlem av det brittiska samväldet), det enda kungariket i Oceanien.
- 1981 – Astronomen Edward L.G. Bowell vid Anderson Mesa Station upptäcker asteroid 2494 Inge.
- 1982 – En tropisk natt, vilket betyder att temperaturen aldrig sjunker under 20 grader, inträffar vid Kullen i Skåne. För perioden 1951–2017 är detta det tidigaste datumet på året för ett tropiskt dygn som man känner till i Sverige. Detta rekord står sig i 36 år tills en tropisk natt inträffar 3 juni 2018 vid Vinga i Göteborgs skärgård.[8]
- 1986 – Jonathan Pollard döms som skyldig för spionage för att ha sålt topphemligt amerikanskt militärt material till Israel.
- 1988 – Tre bilar på ett tåg som transporterar hexogen till Kazakstan exploderar i Arzamas, Gorky Oblast, Sovjetunionen. 91 personer dödas och cirka 1500 skadas.
- 1989
  - Militär slår ner de studentprotester för ökad demokratisering, minskad korruption och större frihet för studenterna i Kina, som har pågått på Himmelska fridens torg i den kinesiska huvudstaden Peking sedan i april. Protesterna har bland annat utbrutit efter att den då 73-årige reformpolitikern Hu Yaobang har avlidit av en hjärtattack under ett möte med den kinesiska politbyrån. Den kinesiska regeringen är dock inte redo att tillmötesgå studenternas krav, varför man tidigt på morgonen denna dag beordrar militären att öppna eld. Uppemot 3 000 personer dödas på torget och på den stora avenyn som går fram till det. Händelsen leder till att den kinesiska kommunistregimen under flera år efteråt utsätts för skarp internationell kritik.
  - Under första omgången av årets polska parlamentsval blir Polska förenade arbetarpartiet (Polens kommunistparti) visserligen fortfarande största parti, men minskar från 55,4 % i valet 1985 till 37,6 % och går från 255 till 173 mandat. Fackföreningen Solidaritets politiska gren, under ledning av varvsarbetaren Lech Wałęsa, får 35,0 % av rösterna och därmed 161 mandat. Även om valet inte är helt demokratiskt (vissa mandat är reserverade för kommunistpartiet) bereder det vägen för slutet på kommunistpartiets maktmonopol,[9] och i förlängningen för kommunismens fall inom östblocket, då det är det första valet i det kommunistiska Östeuropa, där demokratiskt valda ledamöter får någon form av makt. Övergången till demokrati i Polen går sedan relativt mjukt till och bekräftas i valet två år senare, som är helt demokratiskt.
  - En stor tågolycka inträffar i Ufa i Sovjetunionen. Minst 575 människor omkommer och cirka 800 skadas enligt officiella uppgifter, en annan förekommande uppgift pekar på 780 dödsoffer.[10] 181 av dödsoffren är barn.[11] Det är den dödligaste järnvägskatastrofen i fredstid i Sovjetunionen/Ryssland. Räddningsinsatsen är massiv med bland annat över 100 involverade ambulanser och även helikoptrar som transporterar allvarligt skadade till sjukhus från olycksplatsen.[10]
- 1992 – Det japanska spelföretaget Nintendo släpper spelkonsolen Super Nintendo Entertainment System (SNES).
- 1994 – De båda amerikanska astronomerna Carolyn S. Shoemaker och David H. Levy vid Palomarobservatoriet upptäcker asteroid 6670 Wallach.
- 1997 – Kina undertecknar en uppgörelse värd 660 miljoner dollar för att utveckla ett irakiskt oljefält.[12]
- 1999 – I Colombia korsar minst 2000 personer gränsen till Venezuela för att undkomma hårda strider i norra Santander-provinsen.[12]
- 2000
  - En jordbävning inträffar i Indonesien med en magnitud på 7,9 på richterskalan. Händelsen inträffar utanför södra Sumatras kust, nära Pulau Enggano. 117 människor omkommer och 2500 skadas.[13]
  - Pjäsen Köpenhamn av Michael Frayn vinner priset för bästa pjäs vid den 54:e årliga Tony-galan i New York. Dansframträdandet Contact vinner priset som bästa musikal.[12]
- 2002 – USA:s president George W. Bush hävdar att CIA och FBI har misslyckats med att samarbeta tillräckligt bra före terrorattackerna 11 september 2001, vilket gjort att de inte upptäckt förberedelserna för attentaten.[12]
- 2005 – al-Qaida-kopplade upprorsmän anfaller en militärpost i Mgheiti i Mauretanien. Femton av de mauretanska soldaterna dödas, liksom nio av angriparna. En algerisk salafistgrupp tar på sig ansvaret för attacken.[12]
- 2009
  - Mexikansk polis hittar elva kroppar, de flesta med sina händer och fötter avskurna, i en övergiven bil i delstaten Sonora, nära gränsen mot USA. Handlingen tillskrivs narkotikasmugglare.[12]
  - Datorspelet The Sims 3 släpps till försäljning i Sverige.
- 2010
  - Kurdiska rebeller i norra Irak tillkännager att de har avslutat sitt ensidiga eldupphör med Turkiet ett dygn efter att den irakiska kurdiska ledaren Massoud Barzani träffat den turkiska utrikesministern Ahmet Davutoğlu och lovat att "alla ansträngningar" ska göras för att stoppa det ökande rebellvåldet.[12]
  - Påve Benedictus XVI inleder en pilgrimsfärd till Cypern för att föra ett budskap om fred till regionen.[12]
- 2015
  - I nordöstra Nigeria slår en självmordsbombare till på huvudmarknaden i staden Yola och 35 personer omkommer. Ytterligare 10 personer dör nästa dag och dödssiffran uppgår till 45. En självmordsbombare spränger en bil vid en vägspärr utanför militära baracker och 8 soldater dör i Maiduguri.[12]
  - Turkiska statliga källor meddelar att fler än 3 300 syrier har korsat gränsen till Turkiet bara under de två senaste dagarna, på flykt från strider mellan islamiska statens militanta styrkor och kurdiska styrkor i norra Syriens Tall Abyaḑ-region.[12]
  - I Tyskland demonstrerar fler än 30 000 människor i München med anledning av det G7-toppmöte som pågår i landet. Miljöaktivister, oppositionspartier och aktivister mot globalisering går under sloganerna: "Stoppa TTIP – Rädda klimatet – Bekämpa fattigdom".[12]
- 2017
  - Turkiska säkerhetsstyrkor dödar åtta aktivister från Kurdistans arbetarparti (PKK) i östra Kars-provinsen.[12]
  - I Libyen hittas sju migranter döda i en övergiven lastbil nära den libyska huvudstaden Tripoli. 28 ytterligare personer som också befinner sig i lastbilen räddas och överlever.[12]
  - I södra Bulgarien dör tio migranter och sju skadas när en minivan som de åker med välter på en motorväg nära staden Pazardzjik. Den bulgariska föraren av fordonet, som inte har körkort, omkommer också.[12]
- 2018 – Efter en varm maj med värmebölja då man börjar tro att sommaren skall komma överraskas byborna i Katterjåkk i Sverige när de vaknar upp till ett vinterland, en vit måndagsmorgon. Invånarna  får börja skotta snö på morgon. Det regnade dagen före och regnet höll i sig fram till 23-tiden. Ingen kunde riktigt tro vad som väntade dem. Snön stannar kvar under hela dagen och det blåser riktigt kalla vindar. I juni i Katterjåkk är detta väldigt ovanligt.[14][15]
- 2019
  - Exakt 30 år efter massakern på Himmelska fridens torg samlas 200 000 människor i Hongkong för tända ljus för att hedra och skänka en tanke till offren. Det blir en stor  ljusmanifestation. Hundratusentals säkerhetsvakter och poliser övervakar Himmelska fridens torg i Peking. Det är endast tillåtet med minnesstunder i Hongkong och Macao. På resterande platser förbjuds hyllningar.[16]
  - I Uganda dör fem personer och dussintals saknas efter att ett kraftigt regn utlöst en serie jordskred vid östra Ugandas bergiga Bududa-distrikt.[12]
  - I Tjeckien fyller uppskattningsvis 120 000 demonstranter upp huvudstadens Prags gator på kvällen för att kräva premiärministern Andrej Babiš avgång. Det är en av de största protesterna sedan kommunismens fall 1989.[12]
- 2020 – Sveriges statsminister Stefan Löfven meddelar på en pressträff under den pågående coronaviruspandemin att inrikesflyg får börja flyga från 13 juni och att symptomfria personer kan resa.[17][18] Dagen därpå pratar SAS om att utrikesflyg kan återta sin verksamhet i slutet av andra kvartalet.[19]

## Födda
- 1394 – Filippa, engelsk prinsessa, Sveriges, Danmarks och Norges drottning 1406–1430 (gift med Erik av Pommern)
- 1596 – Anders Pedersson Grubbe, svensk präst och lektor
- 1694 – François Quesnay, fransk nationalekonom, läkare och fysiokrat
- 1738 – Georg III, kung av Storbritannien från 1760 och av Irland 1760–1801
- 1752 – John Eager Howard, amerikansk federalistisk politiker, guvernör i Maryland 1788–1791 och senator för samma delstat 1796–1803
- 1754 – Franz Xaver von Zach, tysk astronom
- 1758 – Joseph Dacre Carlyle, engelsk orientalist
- 1809 – Columbus Delano, amerikansk politiker, USA:s inrikesminister 1870–1875
- 1832 – Hedda Anderson, svensk författare
- 1833 – Garnet Joseph Wolseley, brittisk fältmarskalk
- 1837 – Jean-Louis Pascal, fransk arkitekt
- 1853 – Caspar Leuning Borch, dansk arkitekt
- 1866 – Miina Sillanpää, finsk journalist och socialdemokratisk politiker
- 1867 – Gustaf Mannerheim, finländsk militär, marskalk och statsman, Finlands president 1944–1946
- 1868 – Thomas F. Bayard Jr., amerikansk demokratisk politiker, senator för Delaware 1922–1929
- 1870 – Elisabeth Hesselblad, svensk helgonförklarad birgittinnunna
- 1871 – Reinhold Rudbeck, svensk friherre och hovman
- 1877
  - Heinrich Wieland, tysk kemist, mottagare av Nobelpriset i kemi 1927
  - Bernhard Gärde, svensk överstelöjtnant, civilingenjör och landshövding i Västmanlands län och Norrbottens län
- 1878 – Thomas D. Schall, amerikansk republikansk politiker, senator för Minnesota 1925–1935
- 1882 – John Bauer, svensk illustratör och konstnär
- 1883 – Joseph Jefferson Farjeon, engelsk författare, dramatiker och manusförfattare
- 1889 – James O. McKinsey, amerikansk bokhållare och grundare av managementkonsultfirman McKinsey & Company
- 1891 – Erno Rapee, amerikansk kompositör
- 1893 – Gunilla Ehrenmark, svensk skådespelare
- 1896 – Millan Olsson, svensk skådespelare
- 1899 – Gertrud Bodlund, svensk skådespelare och scripta
- 1903
  - Joel Berglund, svensk operachef, operasångare och hovsångare (basbaryton)
  - Gunnar Odelryd, svensk rekvisitör, filmarkitekt, inspicient och producent
- 1904 – Alvah Bessie, amerikansk författare
- 1907 – Rosalind Russell, amerikansk skådespelare och manusförfattare
- 1908 – Åke Jelving, svensk kompositör, dirigent och violinist
- 1910 – Robert Bernard Anderson, amerikansk republikansk politiker, USA:s finansminister 1957–1961
- 1911 – Silvan Tomkins, amerikansk psykolog
- 1915
  - Nils Kihlberg, svensk skådespelare, sångare och teaterregissör
  - Modibo Keïta,  malisk politiker
- 1916 – Robert F. Furchgott, amerikansk biokemist, mottagare av Nobelpriset i fysiologi eller medicin 1998
- 1917
  - Howard Metzenbaum, amerikansk demokratisk politiker, senator för Ohio 1974 och 1976–1995
  - Jiří Pecka, tjeckoslovakisk kanotist
- 1921 – Eskil Roos, svensk överstelöjtnant i Frälsningsarmén
- 1923 – Gregor Dahlman, svensk skådespelare
- 1924 – Dennis Weaver, amerikansk skådespelare
- 1927 – Geoffrey Palmer, brittisk skådespelare
- 1928 – Ruth Westheimer, amerikansk sexterapeut
- 1929 – Károlos Papoúlias, grekisk politiker, Greklands utrikesminister 1985–1989 och 1993–1996 samt president 2005–2015
- 1930 – Carlos Lucas, chilensk boxare
- 1932 – John Drew Barrymore, amerikansk skådespelare
- 1933 – Godfried Danneels, belgisk kardinal, biskop i Mechelen-Bryssels ärkestift 1979–2010
- 1934 – Stig Grauers, svensk moderat politiker
- 1935 – Lars Lönnroth, svensk litteraturvetare
- 1936 – Bruce Dern, amerikansk skådespelare
- 1937
  - Lena Brundin, svensk skådespelare
  - Freddy Fender, amerikansk countryartist
- 1939
  - Gustav Wiklund, svensk regissör, manusförfattare, regiassistent och inspelningsledare
  - George Reid, skotsk politiker, talman i det skotska parlamentet 2003–2007
- 1941 – Klaus Michael Grüber, tysk regissör och skådespelare
- 1943
  - Ann-Charlotte Björling, svensk skådespelare och operettsångare
  - Sandra Haynie, amerikansk golfspelare
  - Joyce Meyer, amerikansk predikant, författare och tv-programledare
- 1944
  - Michelle Phillips, amerikansk skådespelare och sångare, medlem i gruppen The Mamas & the Papas
  - Eddie Skoller, dansk artist
- 1945
  - Erik Hansen, dansk seglare
  - Gordon Waller, brittisk sångare
- 1950 – Jesper Aspegren, svensk journalist, författare och programledare vid Sveriges Television
- 1952 – Michail Kuznetsov, sovjetisk roddare
- 1953 – Linda Lingle, amerikansk republikansk politiker, guvernör på Hawaii 2002–2010
- 1955 – Val McDermid, skotsk författare
- 1958 – Virginia Gilder, amerikansk roddare
- 1960
  - Åse Michaelsen, norsk politiker i Fremskrittspartiet
  - Marcia DeBonis, amerikansk skådespelare
- 1963 – Björn Kjellman, svensk skådespelare
- 1964
  - Luisa Cervera, peruansk volleybollspelare
  - Jordan Mechner, amerikansk datorspelsutvecklare och manusförfattare
- 1965 – Vincent Young, amerikansk skådespelare
- 1966
  - Cecilia Bartoli, italiensk mezzosopran
  - Bill Wiggin, brittisk konservativ politiker, parlamentsledamot 2001–2024
- 1968
  - Scott Wolf, amerikansk skådespelare
  - Mia Bryngelson, svensk radioprogramledare
- 1970
  - Izabella Scorupco, polsk-svensk skådespelare, fotomodell och sångare
  - Ekrem Imamoglu, turkisk politiker och borgmästare i Istanbul
  - Kurt Lockwood, amerikansk skådespelare
- 1971
  - Peter Jöback, svensk sångare och artist
  - Mike Lee, amerikansk republikansk politiker, senator för Utah 2011–
  - Noah Wyle, amerikansk skådespelare
- 1972 – Nino Porzio, italiensk sångare och skådespelare
- 1973 – Tony Popovic, australisk fotbollsspelare
- 1974 – Sonja Lindblom, svensk skådespelare
- 1975
  - Angelina Jolie, amerikansk skådespelare
  - Russell Brand, brittisk ståuppkomiker, skådespelare och krönikör samt radio- och tv-programledare
  - Theo Rossi, amerikansk skådespelare
  - Julian Marley, jamaicansk-brittisk reggaemusiker
- 1976 – Aleksej Navalnyj, rysk politisk aktivist och bloggare
- 1978 – Julia Marko-Nord, svensk skådespelare
- 1980 – Pontus Farnerud, svensk fotbollsspelare
- 1981 – Tonya Evinger, amerikansk MMA-utövare
- 1982 – Kei Sugimoto, japansk fotbollsspelare
- 1983
  - Abdulaziz Al-Faisal, saudiarabisk prins och racerförare
  - Romaric, ivoriansk fotbollsspelare
  - Takuya Hara, japansk fotbollsspelare
- 1984
  - Jillian Murray, amerikansk skådespelare
  - RAF Camora, österrikisk rappare
  - Machatj Murtazalijev, rysk brottare
- 1985
  - Lukas Podolski, tysk fotbollsspelare
  - Evan Lysacek, amerikansk konståkare
  - Bar Refaeli, israelisk fotomodell, programledare, skådespelerska och affärskvinna
- 1986 – James Krause, amerikansk MMA-utövare
- 1988 – Ryota Nagaki, japansk fotbollsspelare
- 1990 – Toyofumi Sakano, japansk fotbollsspelare
- 1991
  - Lorenzo Insigne, italiensk fotbollsspelare
  - Kathryn Prescott, brittisk skådespelare
  - Jordan Hinson, amerikansk skådespelare
- 1992
  - Morgan Griffin, australisk skådespelare
  - Sebastian Strandberg, svensk ishockeyspelare
  - Moeno Sakaguchi, japansk fotbollsspelare
  - Filip Hrgović, kroatisk boxare
- 1993
  - Maggie Steffens, amerikansk vattenpolospelare
  - Jonathan Huberdeau, kanadensisk ishockeyspelare
  - Masaya Yuma, japansk fotbollsspelare
- 1994 – Ginji Aki, japansk fotbollsspelare
- 1995 – Gustav Lindh, svensk skådespelare
- 1996 – Katsuya Iwatake, japansk fotbollsspelare
- 1997 – Freddie Brorsson, svensk fotbollsspelare
- 1998 – Daleho Irandust, kurdisk-svensk fotbollsspelare
- 1999 – Toshiaki Miyamoto, japansk fotbollsspelare
- 2000 – Itsuki Enomoto, japansk fotbollsspelare

## Avlidna
- 1134 – Magnus Nilsson, 28, dansk prins, kung av Västergötland och svensk tronpretendent 1125–1130 (stupad i slaget vid Foteviken)
- 1585
  - Marc Antoine Muret, 59, fransk humanist
  - Salomon Birgeri, 40, svensk politiker och domprost i Västerås
- 1608 – Francesco Caracciolo, 44, italiensk romersk-katolsk präst, ordensgrundare och helgon
- 1686 – Erik Palmskiöld, 77, svensk arkivsekreterare i Riksarkivet sedan 1651
- 1809 – Francis Malbone, 50, amerikansk federalistisk politiker, senator för Rhode Island sedan 1809
- 1845 – Lars Molin, 59, svensk tjuv med smeknamnet Lasse-Maja, känd för att ha uppträtt i kvinnokläder
- 1887 – William A. Wheeler, 67, amerikansk republikansk politiker, USA:s vicepresident 1877–1881
- 1913 – Harald Jacobson, 50, svensk poet
- 1917 – John M. Haines, 54, amerikansk republikansk politiker, guvernör i Idaho 1913–1915
- 1918 – Charles W. Fairbanks, 66, amerikansk republikansk politiker, senator för Indiana 1897–1905, USA:s vicepresident 1905–1909
- 1919 – Ehrenfried von der Lancken, 75, svensk jurist, ämbetsman och riksdagsman
- 1923
  - Filippo Smaldone, 74, italiensk romersk-katolsk präst och helgon
  - Frank Hayes, 22, amerikansk jockey
- 1936 – Jo Byrns, 66, amerikansk demokratisk politiker, talman i USA:s representanthus sedan 1935
- 1941 – Vilhelm II, 82, kejsare av Tyskland 1888–1918
- 1942 – Reinhard Heydrich, 38, tysk nazistisk politiker och SS-Obergruppenführer (mördad)
- 1949 – Maurice Blondel, 87, fransk katolsk filosof
- 1968
  - Lester J. Dickinson, 94, amerikansk republikansk politiker, senator för Iowa 1931–1937
  - Dorothy Gish, 70, amerikansk skådespelare
- 1971 – Georg Lukács, 86, ungersk kommunistisk politiker, filosof, författare och kritiker
- 1973
  - Maurice René Fréchet, 94, fransk matematiker
  - Eric Magnusson, 75, svensk skådespelare
- 1974 – Murry Wilson, 56, amerikansk musikproducent
- 1978 – Emy Owandner, 74, svensk skådespelare och operettsångare
- 1980 – Lena Gester, 36, svensk skådespelare
- 1983 – Gunn Wållgren, 69, svensk skådespelare
- 1989 – Lizzy Stein, 80, svensk skådespelare och sångare
- 1992 – Bodil Dybdal, 90, dansk jurist, den första kvinnliga domaren i Danmark
- 1993 – Erna Groth, 62, svensk skådespelare, sångare och scripta
- 2007 – Craig Thomas, 74, amerikansk republikansk politiker, senator för Wyoming sedan 1995
- 2011 – Lawrence Eagleburger, 80, amerikansk diplomat, USA:s utrikesminister 1992–1993
- 2012 – Eduard Chil, 77, rysk artist och sångare
- 2019 – Lennart Johansson, 89, svensk fotbollsfunktionär, ordförande i Uefa 1990–2007
- 2021 – Richard R. Ernst, 88, schweizisk kemist, mottagare av Nobelpriset i kemi 1991